# Rubén Martínez
Rubén Iván Martínez Andrade (Coristanco, 22 giugno 1984) è un ex calciatore spagnolo, di ruolo portiere.

## Palmarès

### Club

#### Competizioni nazionali
- Campionato spagnolo: 2

Barcellona: 2004-2005, 2005-2006
- Supercoppa di Spagna: 2

Barcellona: 2005, 2006
- Campionato belga: 1

Anderlecht: 2016-2017

#### Competizioni internazionali
- UEFA Champions League: 1

Barcellona: 2005-2006

### Nazionale
- Giochi del Mediterraneo: 1

 2005